# 維泰利
維泰利（Mattia Vitale，1997年10月1日—），意大利的職業足球運動員，司職中場，現效力於意大利足球甲級聯賽祖雲達斯。

## 球會生涯
2011年之前，維泰利效力於博洛尼亞，司職前鋒。2015年1月11日，在意大利足球甲級聯賽對戰拿坡里首次進入比賽名單中，4月11日首次代表祖雲達斯出場對戰帕爾馬，最後10分鐘入替京士利·高文。

## 外部連結
- Soccerway資料庫：維泰利
- Profile （页面存档备份，存于） on Italian FA official website （意大利文）